# Laguna de Fúquene
La laguna de Fúquene est un lac situé en Colombie, dans le nord du département de Cundinamarca, à la limite du département de Boyacá, à approximativement 80 km de la ville de Bogota.

## Géographie
La laguna de Fúquene est située dans la cordillère Orientale des Andes, à 2 540 mètres d'altitude. Elle s'étend sur 6,8 km2. Elle comprend de nombreuses îles dont l'une était un sanctuaire chibcha.
Le lac est alimenté par de nombreuses petites rivières dont le río Ubaté et se vide par le río Suárez. 